# Jašiūnai
Jašiūnai (polonais: Jaszuny) est une ville de Lituanie proche de la rivière Merkys et de la forêt de Rūdninkai (polonais: Puszcza Rudnicka). En 2001, la population de la ville était de 1 879 habitants, 70 % de Polonais, 10 % de Russes et 5 % de Lituaniens,.

## Histoire
La ville est mentionnée la première fois en 1402.
En septembre 1941, 575 juifs et 3 roms de la ville et des villages voisins sont tués dans une exécution de masse perpétré par un einsatzgruppen.